# Schamanism

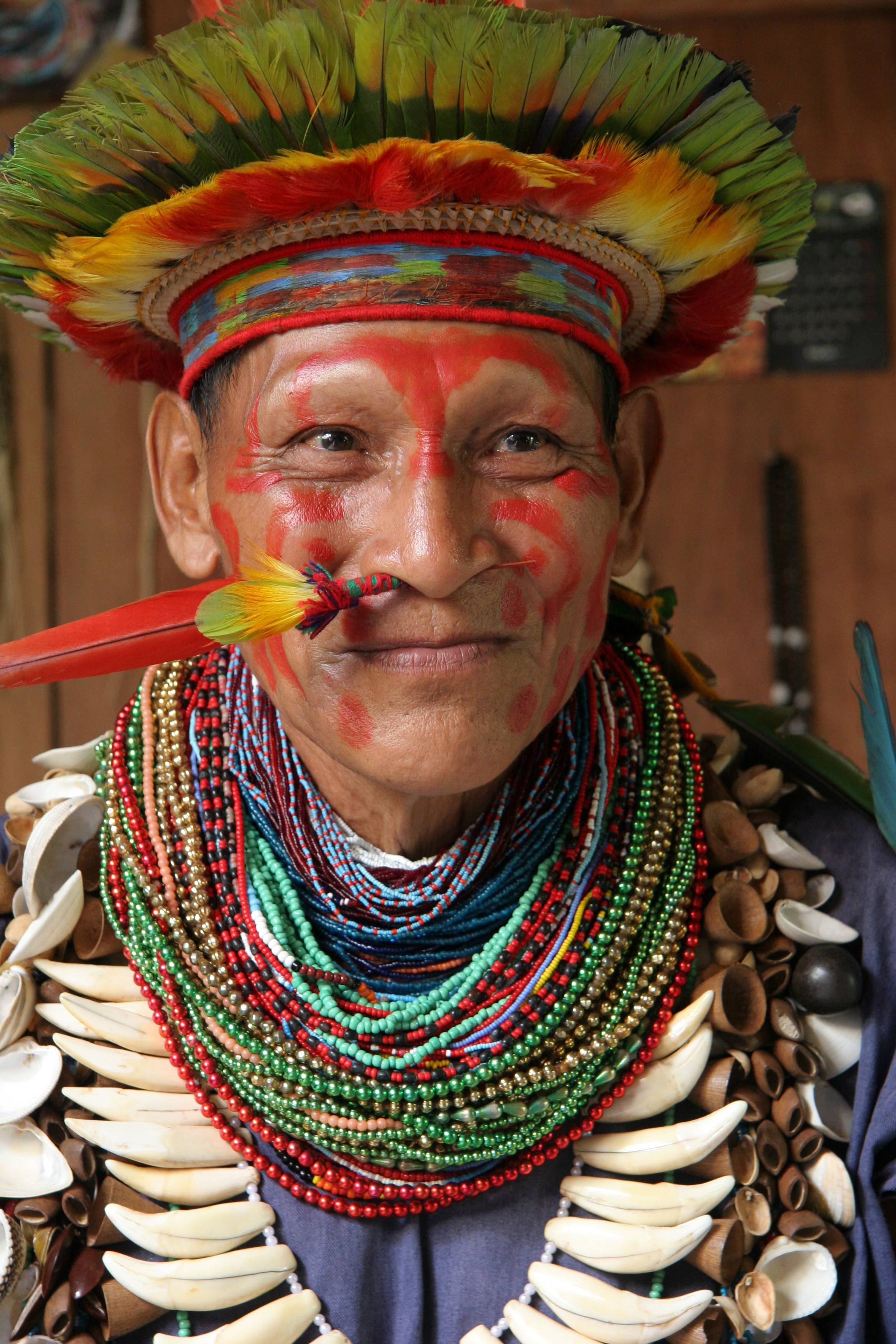
Schaman från Amazonas regnskog, juni 2006

Schamanism eller shamanism, är en på animismen grundad tro på makt att begagna andarna. Denna makt tillkommer schamanen, även kallad trollprästen eller medicinmannen. Schamanismen tror att naturen är besjälad. Den som utövar tekniken att medla med andevärlden kallas för schaman (oftast översatt till drömmare eller drömfarare), vilken har prästliknande funktioner. Schamanism har påträffats överallt i världen men främst i Eurasien, Nord- och Sydamerika, samt Afrika. I tidig samisk tro kallades schamanen Nåjd.
Ordet schaman kommer från språket evenki, talat av evenker i Sibirien, och betyder "den som vet".

## Världsbild och symbolspråk
Schamanismen anser att världen är fylld av osynliga andar, förfäder och krafter vilka kan påverka de levande. Ofta ses den ordinära verkligheten som en illusion - medan andevärlden/drömvärlden är platsen varifrån allting styrs. Man kan likna det vid en dockteater där dockorna (varelser i den vanliga verkligheten) styrs av bakomliggande krafter (andarna/förfäderna i drömvärlden).
En återkommande symbol inom schamaniska kretsar är den globalt förekommande axis mundi-principen, i vilken man föreställer sig ett världsträd som sammanlänkar alla världar och omsluter universum (Yggdrasil i nordisk tradition), trädet vaktas oftast av en drake eller en orm.
Trumman och trummandet har en central roll i schamanismen för att bland annat användas för att försättas i trans.

## Animism
Schamanismen kan i praktiken betraktas som animism. Animism är en religiös uppfattning där man tror att naturen är besjälad, till exempel tror man att det finns en naturande i varje sten och växt. Naturen är levande, den består av gudar och andar, och alla delar av kosmos upplevs som förbundna med varandra. Universum består av ett verkligt nätverk av energier, former och vibrationer. Schamanen anses behövas som förmedlare mellan de olika existensplanen. Schamanen har förmågan att i ett extatisk trans färdas bland de olika planen för att hämta speciell kunskap, men schamanen kan också nå denna information genom att i den extatiska transen kalla efter andarna för att få kunskap. Den senare metoden är vanligare i Sydamerika.

## Schamanismens historia och utbredning
Troligtvis har schamanismen uppkommit hos tidigare jägar- och samlarfolk för 20 000-30 000 år sedan. ”Specifika kulturella drag” har senare utvecklats inom schamanismen hos till exempel nordamerikanska urfolk och samer.
Schamanismen finns utbredd över hela världen. I Nordamerika, Sydamerika, Arktis, Sibirien och Asien finns den så kallade traditionella schamanismen, i det så kallade schamanistiska bältet. I Afrika och kring Indien finns det besättelse-schamanism. Skillnaden mellan de olika typer av schamanism är att man i besättelse-schamanism försätter sig i besättelse-trans istället för kontrollerad trans, som i den ”traditionella” schamanismen. Att schamanismen skiljer sig åt från olika världsdelar beror på att den uppstått på olika ställen i världen, och att utövarna saknat kontakt med varandra i de olika världsdelarna.
Det finns idag förutom hos bland urfolk och naturfolk många schamanska nätverk i det västerländska samhället. Till exempel finns det svenska internetforumet Trolltrumman och Centrum för schamanskt utforskande.

## Schaman
En schaman eller shaman' är en central person inom schamanismen och används ofta synonymt med medicinman och medicinkvinna. En schaman utför religiösa funktioner som ytligt kan liknas vid både en prästs och en magikers. Schamaner tros även besitta övernaturliga krafter, till exempel att kunna tala med andar. Schamaner berättar att de vandrar in i "andra världar" (ofta, med hjälp av ett kraftdjur, som fungerar som guide eller hjälpare, som de kommer i kontakt med i den andra världen) och hämtar information och kunskap som kan vara till hjälp för människor i vår värld. Schamanen skulle verka för att förbättra jaktlyckan, för att hitta villebråd. En mer inofficiell anledning var att hitta bördiga marker då schamaner tidigare var samlare och det var just kvinnorna som samlade medan männen jagade. Schamanismen var och är också ett redskap för att vägleda de dödas andar till dödsriket. Om de dödas andar inte kommer till dödsriket blir de kvar på jorden utan att veta att de är döda, så kallade spöken. Till en schamans yrke hör framförallt helande.
I vissa fall förekommer det att schamanen använder sig av olika (ofta hallucinogena) droger (enteogener). Det vanligaste är dock bruk av rytmisk musik (med trummor), dans och sång för att underlätta övergången till det transtillstånd under vilket resan till ande/drömvärlden företas. Väl framme i andevärlden (som ofta betraktas som tidlös) anser sig schamanen se händelsers/sjukdomars/företeelsers riktiga orsak/grund och kan därigenom påverka den vanliga verklighetens händelseförlopp genom att interagera med de andar/krafter/förfäder som han/hon träffar på i drömvärlden - schamanen agerar med andra ord medlare mellan de olika världarna. Ofta anses även ormar fungera som andarnas färdmedel mellan den fysiska och den andliga verkligheten.
I de flesta kulturer som anses vara schamanistiska, är schamanerna män. Samernas nåjd kunde ibland vara kvinna, men var vanligen manlig. Ofta hade nåjden kvinnliga assistenter (enligt Knud Leem) som hjälpte nåjden att fokusera på sitt uppdrag och att föra hans själ tillbaka från besöket i dödsriket.
För att bli schaman kan man få sin kallelse på olika sätt. Det kan handla om ett arv från förfäderna eller släktband som gör att personen kan komma i en situation där han kan bli invigd av en etablerad schaman, det kan också vara andarna som väljer ut personen. Man kan också uppleva sig kallad till schaman genom en andlig upplevelse eller en vision. De senare kallas för de ”stora schamanerna”, de som genom spontana drömmar eller visioner blivit kallade att erhålla övernaturlig kraft. De som ärvt sin roll anses vara ”mindre schamaner" och har en lägre status, speciellt bland folken i arktiska Nordamerika och Sibirien.

## Exempel på schamaner
- Medicinmän hos Amerikanska urfolk
- Nåjd hos samerna
- Medicinmän i Afrika
- Kahuna i Hawaii
- Druider och prästinnor hos Kelter
- Häxdoktorer i Karibien
- Shamaner i Sibirien
- Shamaner hos Jivaro-folket
- Shamanism i Tengriism
- Sejd i Norden